# Villa General Arias
Villa General Arias es una localidad ubicada en el partido de Coronel Rosales, en el sur del interior de la provincia de Buenos Aires.
Se encuentra a 7 km al norte de la ciudad de Punta Alta, ciudad cabecera del distrito, sobre la Ruta Nacional 229. 
Villa General Arias se caracteriza por ser un centro local residencial y de producción primaria intensiva.

## Toponimia

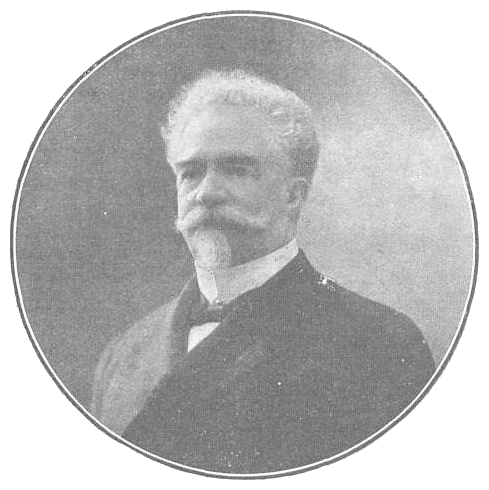
José Inocencio Arias

La localidad de Villa Arias, hasta 1912, llevó el nombre de "Colonia América", para después pasar a llamarse como en la actualidad. 
Lleva el nombre de José Inocencio Arias, militar y político con importantes intervenciones militares, como  la guerra del Paraguay y la llamada Conquista del Desierto. Fue varias veces diputado nacional y en 1910 fue elegido gobernador de la provincia de Buenos Aires.
En 1911 visitó el partido de Bahía Blanca (cuyos territorios incluían a lo que hoy es el partido de Coronel Rosales) y fue declarado Miembro de Honor por el entonces intendente Valentín Vergara.
Era defensor de la idea de crear una nueva provincia con parte de los territorios de Buenos Aires, La Pampa y Río Negro, con la ciudad de Bahía Blanca como capital. 
Murió en ejercicio de sus funciones, en 1912. Debido a su defunción, Martelli en homenaje al gobernador decide designar con su nombre a la villa proyectada en sus campos.

## Historia
Ubicada a 7 kilómetros de la ciudad de Punta Alta, la localidad nació el 1 de noviembre de 1898 con la inauguración del servicio de transporte de pasajeros del ramal del Ferrocarril del Sud.
Se caracterizaba como zona de producción primaria con quintas de hortalizas y frutales, aunque progresivamente fue aglutinando a la población obrera que, dada la sobrevaloración de la tierra y la edificación en el casco urbano de Punta Alta, encontró en este lugar la posibilidad de acceder al techo propio con pocos recursos. Con estas bases, comenzó a surgir la localidad, próxima a los puertos y con su apeadero ferroviario habilitado, cuyas vías la comunicaban con Punta Alta, Grünbein, Ingeniero White y Bahía Blanca.

### Primeros pobladores y la planificación de la localidad
Originalmente el campo, de 1175 hectáreas en total y en donde luego fue trazada la villa, perteneció al señor Aristóbulo Durañona. En 1905 fue adquirido por  Eleodoro Lobos, Ramón López Lecube y Mauricio Mayer y éstos, en 1906, lo vendieron César Martelli y Amalia Belli, quienes emprendieron el proyecto de formación de una villa, llamada primeramente Colonia América. En 1917 encomendaron al ingeniero Federico Del Ponte la confección del plano, comprendiendo el amanzanamiento a ambos costados del apeadero y vías del Ferrocarril del Sud además del trazado de chacras. No obstante ya habían salido a la venta los primeros terrenos, siendo uno de los compradores el señor Juan Vaquer.
"Vaquer puede ser considerado como el primer poblador efectivo de Villa Arias, donde residió desde 1911 cuando va a Punta Alta y es designado encargado del campo del señor César Martelli y la señora Amalia Belli en Villa Arias que por entonces se presentaba como una zona de gran porvenir y progreso. Allí nacieron sus otras dos hijas, Colomba, quien fue el primer nacimiento en Villa Arias y Francisca [...] estuvo en su cargo hasta que los dueños cedieron sus derechos al Banco Español del Río de la Plata. Ya durante el año 1912 había comprado una fracción de una hectárea con pozo surgente y edificó su casa que fue la primera que un poblador levantó en el lugar [...]"
En 1917, finalmente la propiedad de las tierras pasó a manos del Banco Español del Río de la Plata, entidad que encargó al ingeniero Fernando Segovia la mensura, replanteo y amojonamiento de la parte de la villa situada al noreste de las vías del Ferrocarril del Sud, quedando así inexistente el trazado situado del otro lado de las vías, hacia la costa. El nuevo plano fue confeccionado en 1921, respetando las ventas hechas con anterioridad.

### Primeros asentamientos

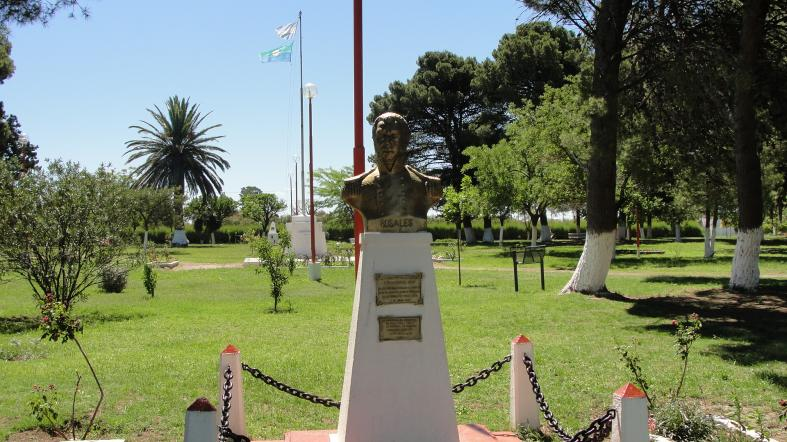
Plaza Coronel de Marina Leonardo Rosales

Por ese tiempo se establecieron en la villa Enrique Más, Antonio Vidal, Agustín Vañó, Ángel Molfino, Agustín Blanco, Guillermo Mar entre otros, quienes contribuyeron a la valoración de las tierras gracias a la perforación de pozos surgentes para regadío de las numerosas quintas que fueron surgiendo, amén del gran adelanto que significó la habilitación, en 1922, del ramal del Ferrocarril Rosario a Puerto Belgrano, que comunicó a la localidad con la vecina ciudad de Bahía Blanca.
Basada económicamente en microemprendimientos, en la villa prosperaron, en los años 60, las fincas con olivos y membrillares, siendo los principales compradores la Corporación Argentina de Productores (para aplicación industrial) y los pobladores de Punta Alta y Bahía Blanca. 
Posteriormente una importante empresa bahiense se instaló en la villa dedicándose a la producción de dulces, pero lamentablemente fue efímera su trayectoria, a la vez que se desarrolló en pequeña escala la producción de batata, ajo y cebolla, como también la apicultura, la cría de cerdos, conejos y pollos.
La localidad, con el pasar de sus años, fue cambiando su perfil agrícola en relación con el uso del suelo predominante, pasando a convertirse en una localidad de caracteres residenciales, como consecuencia de un proyecto edilicio de construcción de cuatrocientas viviendas, por intermedio del Banco Hipotecario Nacional, durante la década de 1970. En su mayoría fueron ocupadas por familias ligadas económicamente a las actividades que se desarrollan en la Base Naval Puerto Belgrano.

## Geografía
La localidad se encuentra rodeada por el salitral costero, cuya extensión bordea por el norte y el oeste el canal principal del estuario de la bahía Blanca. Se trata de una zona baja y anegadiza que no supera los 10 m s. n. m. Entre las características principales de los suelos se destacan, como factores limitantes, la escasez agua o presencia de agua salada, drenaje deficitario y efloraciones salinas.

## Economía

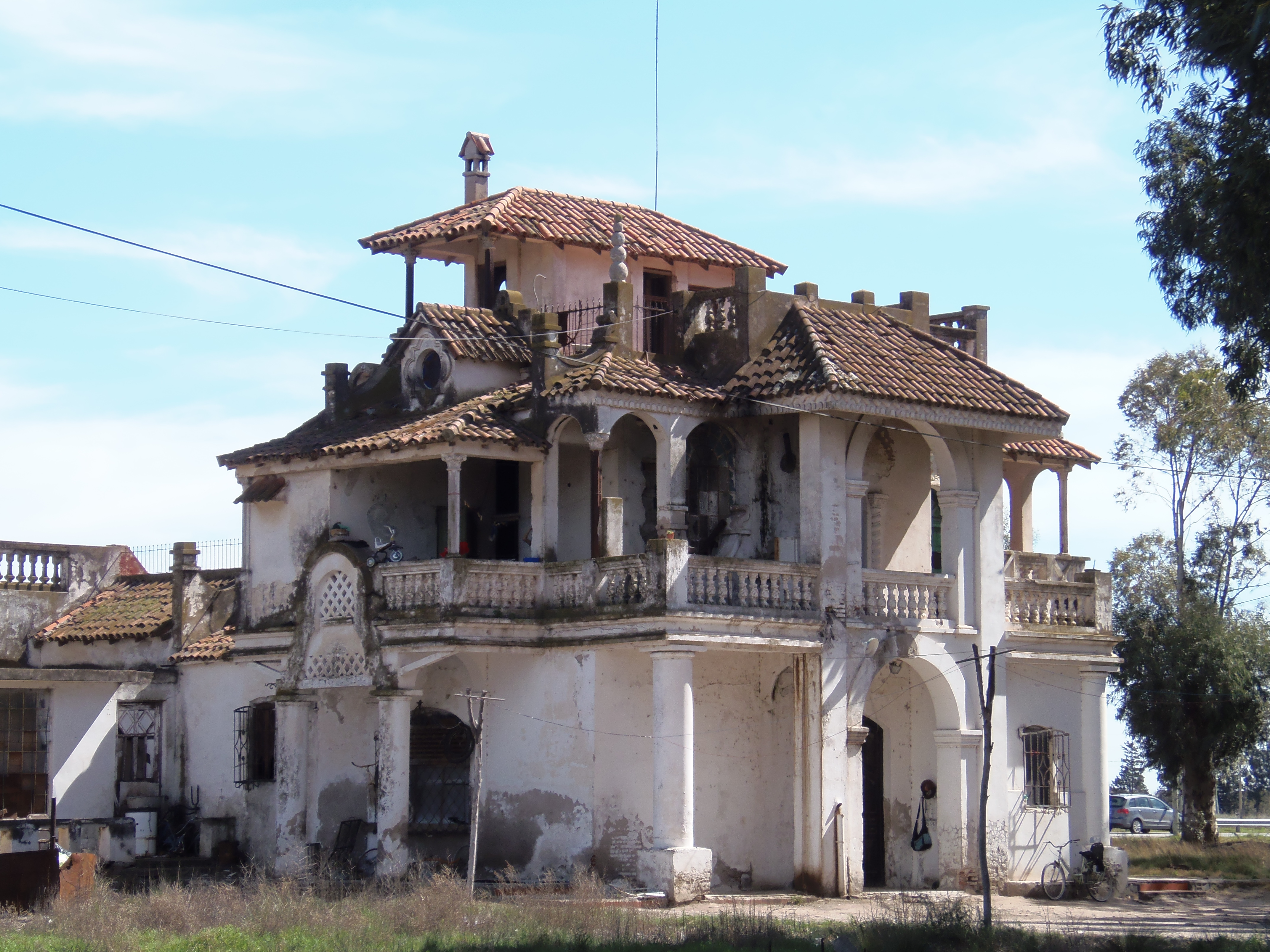
Casa de principios del en Villa General Arias

La economía de Villa Arias se destaca por la explotación de microemprendimientos frutihortícolas, aglutinados en la Asociación de Horticultores Rosaleños, soportando los embates y las fluctuaciones de la economía nacional e intentando reflotar la capacidad productiva del lugar, apoyándose además en las fuentes de trabajo que le proveen Punta Alta y la Base Naval Puerto Belgrano.
Las actividades hortícolas en el distrito son complementarias, pero se desarrolan principalmente en la localidad, donde se destacan los cultivos de tomates, cebolla, acelga, pimientos y algunas variedades de zapallos.

## Población
Cuenta con 1,845 habitantes (Indec, 2010), lo que representa un incremento del 3,8 % frente a los 1,777 habitantes (Indec, 2001) del censo anterior.
| Gráfica de evolución demográfica de Villa General Arias entre 1991 y 2010 |
|                                                                           |
| Fuente: Censos nacionales del INDEC                                       |

## Símbolos

### Bandera
El 23 de julio de 2021, el Concejo Deliberante de Coronel Rosales sancionó la Ordenanza 4049, donde oficializó la bandera de la localidad.
Este distintivo representará la historia y los protagonistas de la localidad y podrá ser enarbolada en la localidad, siendo colocada en la fachada de los inmuebles de los entes del lugar, participar en ceremonias y actos, etc. Siempre deberá estar acompañada del Pabellón Nacional; la Bandera bonaerense y la enseña del Distrito de Coronel Rosales, cuando se designe la misma.
La bandera consta de tres franjas iguales, dispuestas horizontalmente, de diferentes colores:
- Franja superior: Verde, representando la vegetación del lugar.
- Franja media: Amarillo, siendo este el color de los membrillos, frutos característicos de la localidad.
- Franja inferior: Marrón, simbolizando el suelo del paraje.

### Escudo
El 24 de septiembre de 2021, el Concejo Deliberante rosaleño sancionó la Ordenanza 4068, donde se oficializó el escudo de la localidad. 
El escudo, junto a la bandera, habían sido diseñados en 1998 con motivo del primer centenario de la localidad.
Al igual que la bandera, podrá ser utilizado en la fachada de los inmuebles de las instituciones del lugar, en oficinas, en ceremonias y actos pero no podrá hacerlo precediendo al Escudo Nacional, el Bonaerense y el del distrito de Coronel Rosales.
A continuación, se desarrollará la heráldica del escudo:
- Sol: Representa la vida en comunidad.
- Paloma: La paz barrial.
- Clavel: Ofrenda de prosperidad.
- Corona de tamariscos: Vegetal característico de la localidad.
- Membrillo: Fruto representativo de la comunidad.
- Bandera: Colores de la bandera de la localidad.

### Canción de la localidad
La canción de Villa Arias fue oficializada el 23 de julio de 2021, junto a la bandera. 
Está canción podrá ser interpretada en las ceremonias y actos pertenecientes al ámbito de la Villa como marcha distintiva de la comunidad, debiéndose cantar a continuación del Himno Nacional Argentino en cada ocasión.

Canción a Villa Arias
Letra:  Morales Mirtha
Música: María del Carmen Aristimunio
Canto
Hoy Villa Arias tus hijos te cantan
y en su canto te ofrecen la paz
de esta tierra bendita y querida
a quien quiera raíces plantar
Hay nostalgia de un viejo castillo
que a la vera de la ruta está
tamariscos resguardan los vientos
y olivares que en olvido están
Es Villa Arias nidal de pájaros
en Villa Arias su gente y su paz
y cantando te alagan Villa Arias
por lo linda y hermosa que estás
Estribillo
Cantemos bien fuerte y unidos
con entusiasmo, vigor y armonía
A Villa Arias, mi tierra querida
A Villa Arias, símbolo de paz

## Instituciones
En 1927, con el crecimiento sostenido de la localidad, se construyó la primera escuela mediante una colecta popular, en los terrenos donados para tal fin por la señora Antonia C. De Cantallops. Era la escuela provincial N.º 7, que en 1945 fue bautizada con el nombre de Jaime Harris.
En 1937, la Jefatura de Policía dispuso la permanencia efectiva de un agente en la villa, lo que al tiempo resultó insuficiente y generó que la Sociedad de Fomento de Villa General Arias inicie gestiones en procura del aumento del número de efectivos.
Además de las mencionadas instituciones, cuenta con una Delegación municipal que data de 1976, un complejo Sanitario, el Club Deportivo "Villa Arias", la capilla de Nuestra Señora de Fátima, consagrada en 1977 y dependiente de la parroquia de San Pablo de Punta Alta y la Sociedad de Fomento, presente desde 1946, cuenta con campo de deportes, sala de reuniones, biblioteca y salón de fiestas.

## Galería de imágenes

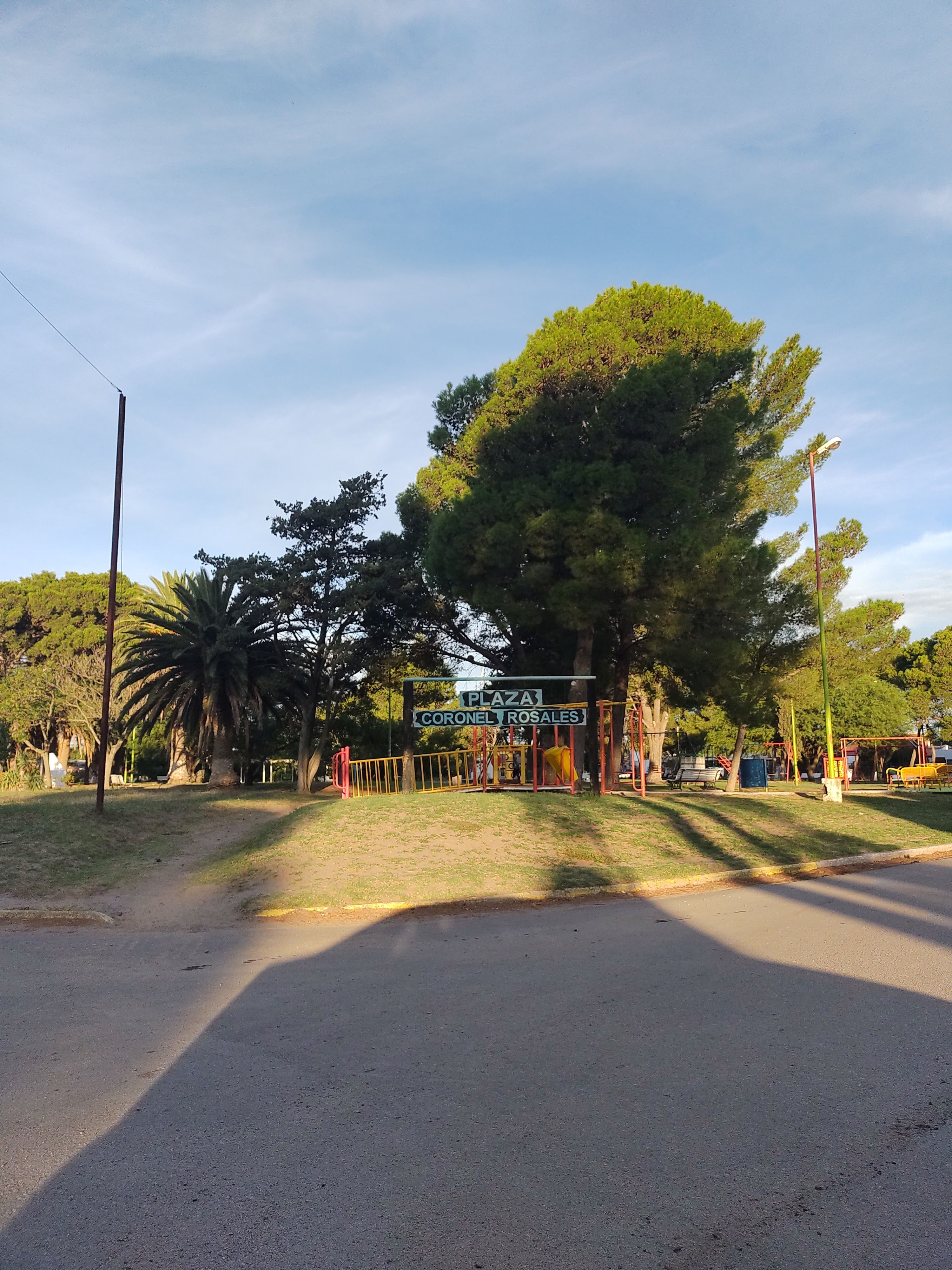
Plaza "Coronel Rosales" en la localidad de Villa General Arias.
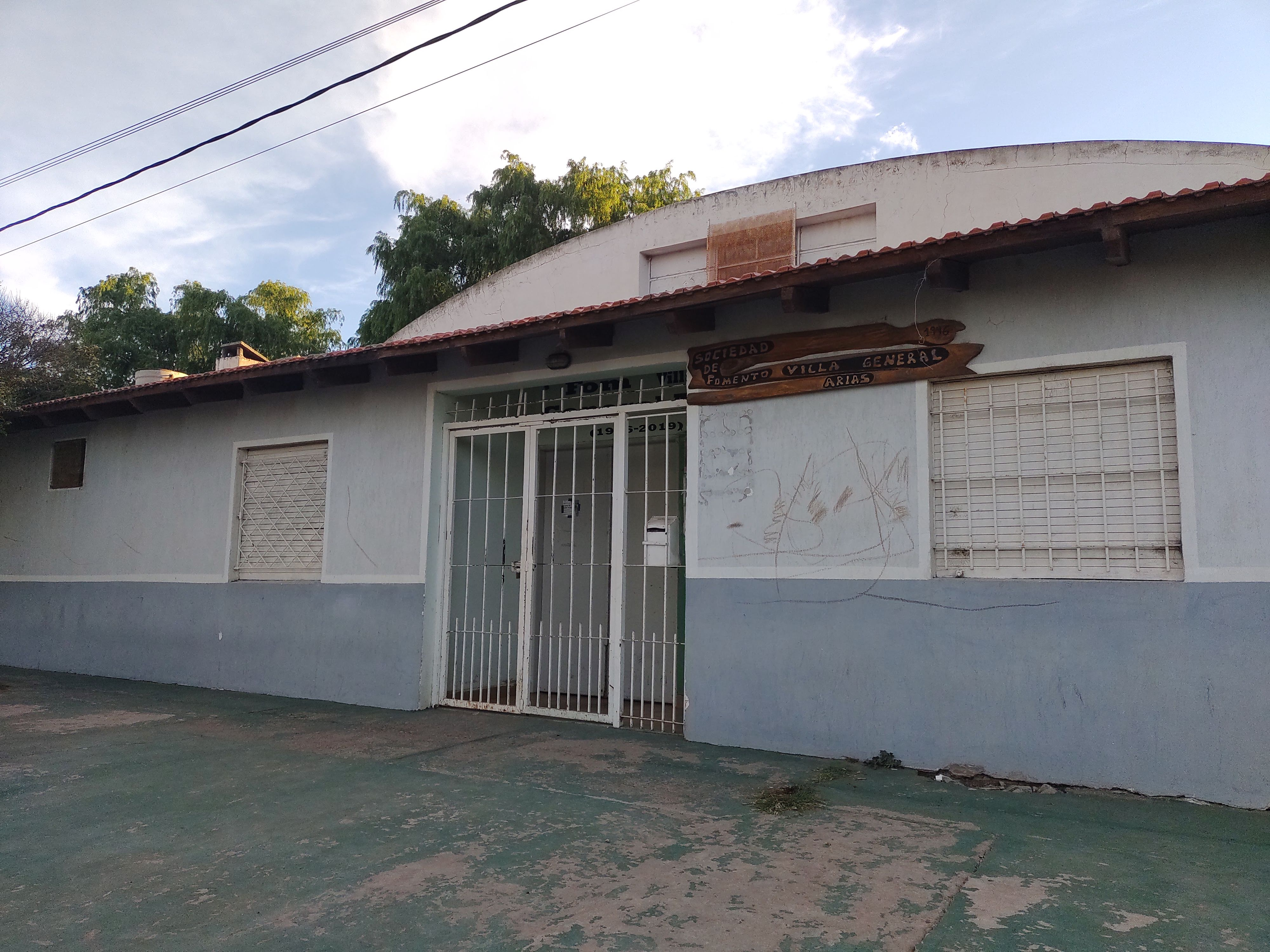
Edificio de la Sociedad de Fomento de la localidad de Villa Arias.
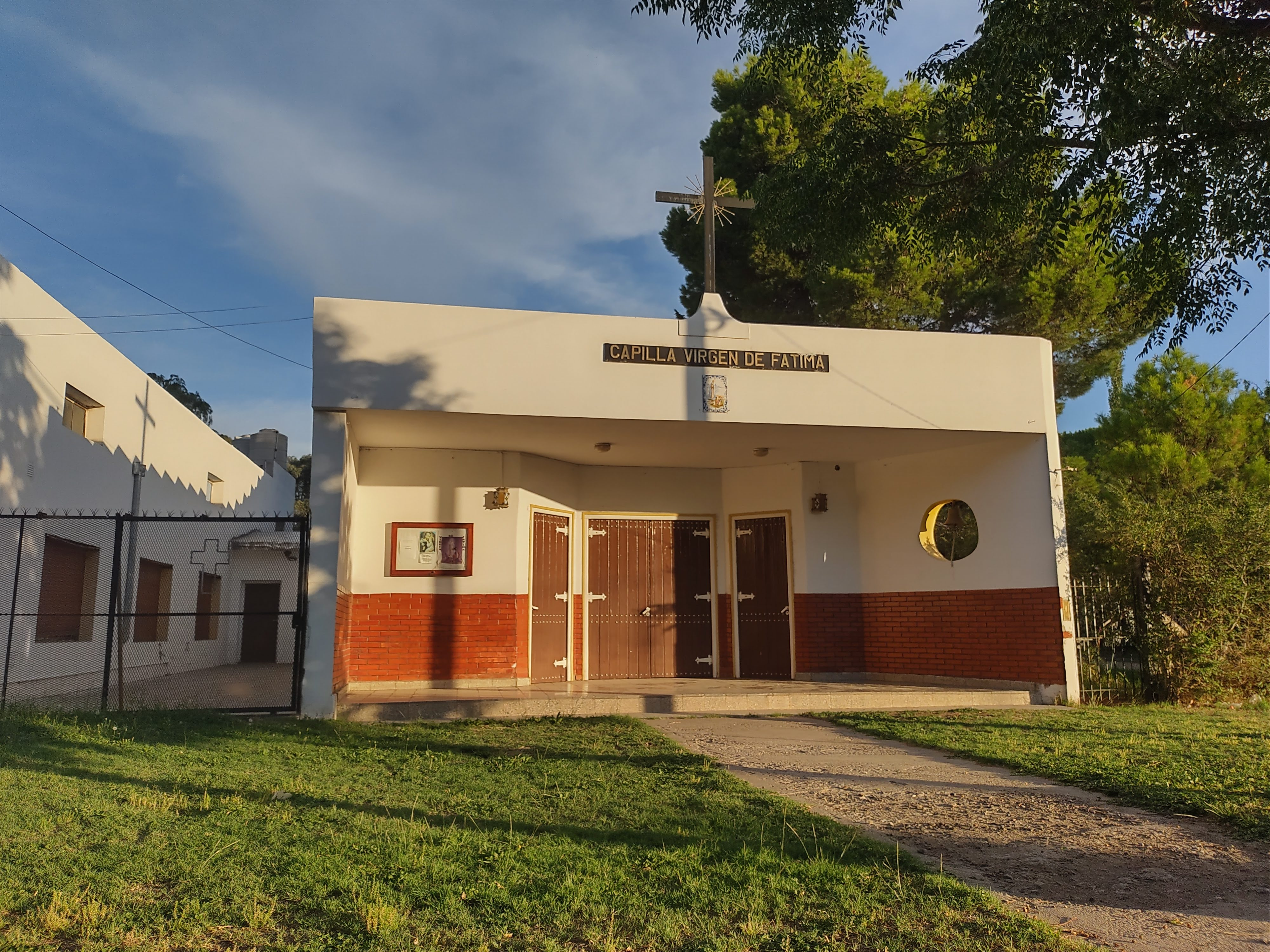
Capilla "Virgen de Fátima" en la localidad de Villa Arias.
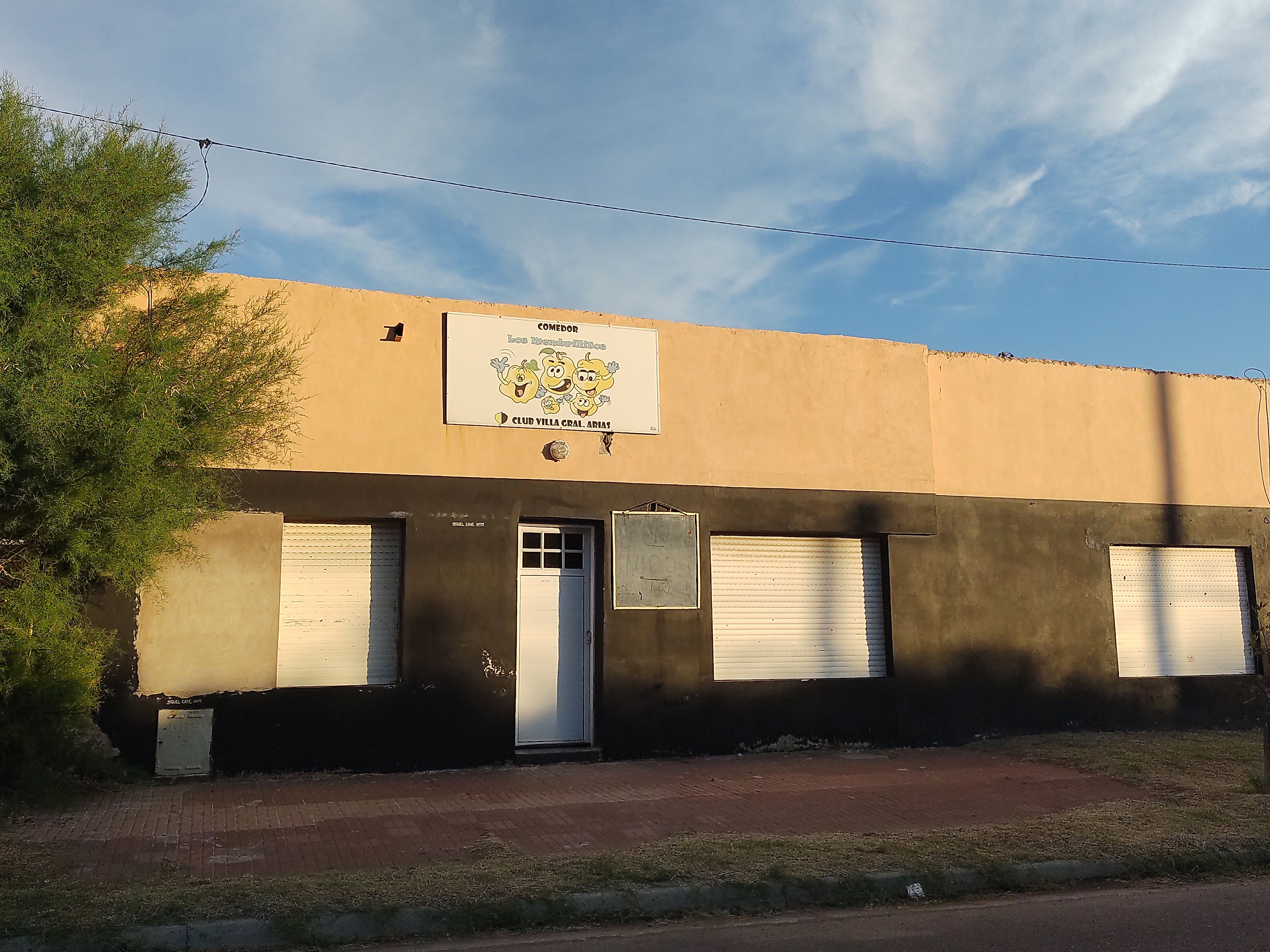
Comedor "Los Membrillitos" en Villa Arias.